# Channing E. Phillips

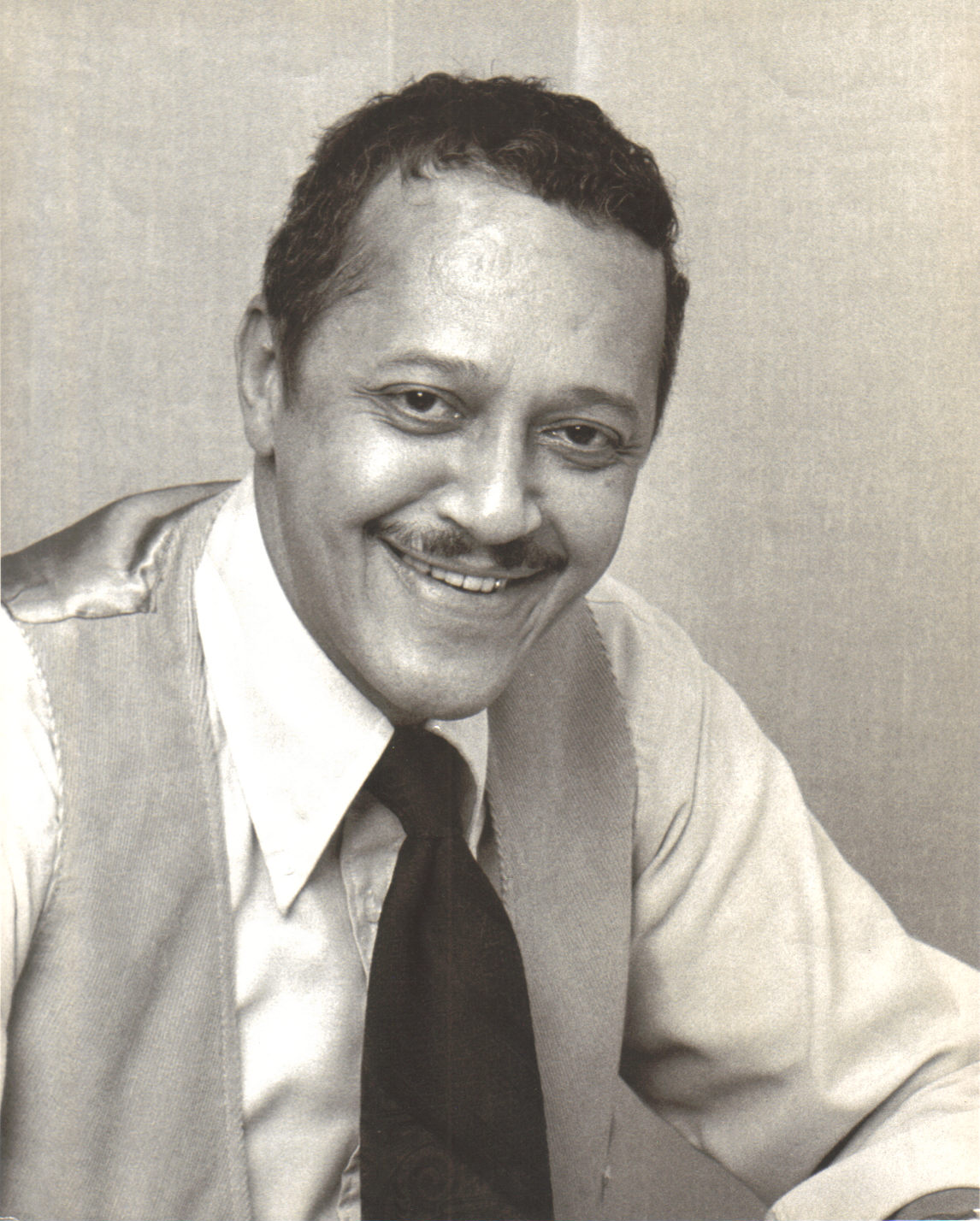
Channing Phillips

Channing Emery Phillips (* 23. März 1928 in New York City; † 11. November 1987) war ein US-amerikanischer Geistlicher, Bürgerrechtsführer und sozialer Aktivist aus Washington, D.C. 1968 war er der erste Afroamerikaner in der Geschichte, der als möglicher Kandidat einer großen Partei für die Wahl zum Präsidenten der Vereinigten Staaten zur Nominierung vorgeschlagen wurde.

## Frühes Leben
Phillips wurde in Brooklyn geboren. Sein Vater war ein baptistischer Geistlicher. Er wuchs in New York City und Pittsburgh auf. In den späten 1940er Jahren diente er in der Armee der Vereinigten Staaten. Phillips erwarb einen Bachelor-Abschluss an der Virginia Union University und einen Master of Divinity an der Colgate Rochester Crozer Divinity School. Außerdem absolvierte er ein Postgraduierten-Studium an der Drew University.

## Karriere
Phillips zog nach Washington, D.C., wo er ein Gründungsmitglied der „Coalition of Conscience“ war. Er arbeitete auch als Professor für Theologie an der Howard University. Dieser Zusammenschluss lokaler Organisationen setzte sich für die Linderung sozialer Probleme in der Hauptstadt ein. Sieben Jahre lang war Phillips Pastor der Lincoln Temple, United Church of Christ, in Washington.
1968 leitete Phillips die Präsidentschaftskampagne von Robert F. Kennedy in Washington D.C. Er führte die Delegation des District of Columbia zum Nationalkongress der Demokraten 1968 in Chicago. Die Mitglieder der Delegation des Distrikts waren ursprünglich Robert F. Kennedy verpflichtet. Doch nach der Ermordung von Senator Kennedy Anfang Juni in Kalifornien stimmte die Delegation stattdessen für die Nominierung von Rev. Phillips als Favorite son.
Er erhielt 68 Stimmen (hinter Hubert H. Humphrey, Eugene McCarthy und George McGovern). Einigen Berichten zufolge war Rev. Phillips die erste schwarze Person, die sich jemals auf einem großen Parteitag um eine Nominierung bewarb. Er war der erste Afroamerikaner, der auf einem Parteitag der Demokraten Stimmen für die Präsidentschaftskandidatur erhielt. Phillips sagte, seine Kandidatur solle zeigen, dass „die Stimme der Schwarzen nicht als selbstverständlich angesehen werden darf“. Zum Zeitpunkt seiner Kandidatur war Phillips Präsident der Housing Development Corporation, einer staatlich geförderten Wohnungsbaugesellschaft in der Bundeshauptstadt. Im Jahr 1971 kandidierte Phillips als erster Kongressdelegierter von D.C. für das Repräsentantenhaus der Vereinigten Staaten, verlor jedoch die Vorwahlen der Demokraten gegen Walter E. Fauntroy. Er war ein Befürworter des vollen Selbstbestimmungsrechts für den District of Columbia. Später zog Phillips 1982 zurück nach New York City. Er wurde Geistlicher für Planung und Koordinierung an der Riverside Church.

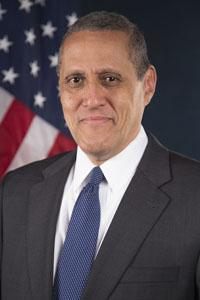
Channing D. Phillips, der Sohn von Channing E. Phillips

Er starb im Alter von 59 Jahren an Krebs und wurde von seiner Frau Jane und ihren Kindern, zwei Söhnen, Channing D. Phillips, ehemaliger Staatsanwalt der Vereinigten Staaten für den District of Columbia, und John E. Phillips aus Manhattan, sowie drei Töchtern, Sheilah P. Peterson und Tracy J. Phillips aus Manhattan und Jill C. Phillips aus Oakland, Kalifornien, überlebt. Die Beerdigung fand in der Riverside Church in New York statt.